# أيمي كروكر
أيمي إيزابيلا كروكر (بالإنجليزية: Aimée Crocker) (وُلدت في 5 ديسمبر من عام 1864- تُوفيت في 7 فبراير من عام 1941)، كانت أميرةً ومتصوفةً وبوهيميةً ومؤلفةً أمريكية الجنسية. اشتهرت كروكر باستكشافها الثقافي للشرق الأقصى، وحفلاتها الباذخة في سان فرانسيسكو ونيويورك وباريس، وأزواجها وعشاقها العديدين، وأطفالها بالتبني، وتماثيل بوذا، واللآلئ، والوشوم، والثعابين.

## حياتها في الشرق الأقصى
قررت كروكر قبول دعوة الملك كالاكوا التي تلقتها قبل سنوات للقيام بجولة في هاواي (التي عُرفت آنذاك باسم جزر ساندويتش)، وذلك بعد تعرضها للإذلال العلني عند فقدانها طفلها لزوجها السابق. أُغرم كالاكوا بكروكر فوهبها إحدى جزره ومنحها لقبًا رسميًا: الأميرة باليكالاني- نعيم الجنة. تزوجت كروكر للمرة الثانية من هنري مانسفيلد غيللينغ في عام 1889. شارك غيللينغ زوجته رحلاتها من حين إلى آخر، وكان عميدًا بحريًا ومؤدٍ للخدع السحرية ومغني أوبرا هاوٍ مرموق، إذ تدرب على صقل صوته على يد الأستاذ البولندي جان دي ريزكي.
وصفت سيرة كروكر الذاتية وسأفعلها مرة أخرى (1963) العديد من المغامرات التي خاضتها الوريثة خلال جولاتها في الشرق الأقصى، سواء جولاتها بمفردها أو التي شاركها بها غيللينغ، بما في ذلك الهروب من صيادي الرؤوس في بورنيو والتسمم في هونغ كونغ ومحاولة القتل بسكين على يد الخدم في شنغهاي وقضاء ثلاثة أسابيع في حريم بورلانا (إذ زعمت أنها أول امرأة متحدثة بالإنجليزية تدخل الحريم وتراه) والبحث عن كايفاليا (التحرير) في كهف غريت يوجين بوجافيدا في بونه، بالإضافة إلى تجربتين حسيتين غريبتين إحداهما مع أفعى الأصلة العاصرة وأخرى مع كمان صيني في «منزل اللوائح العاجية». عادت كروكر من جولاتها التي استمرت أكثر من ست سنوات في «الشرق»، فبدأت بالظهور في المناسبات الاجتماعية في سان فرانسيسكو ونيويورك مكسيةً بالوشوم ومحاطةً بالثعابين حول رقبتها في الحفلات ومعلنةً حبها لبوذا. كتبت كروكر عن مغامراتها في الشرق الأقصى أيضًا في كتاب من القصص القصيرة، إذ نُشر هذا الكتاب في عام 1910 تحت عنوان جنون القمر ونزوات أخرى، لكن أطلق عليه الناشر اسم «أرابيسك» بينما وصفته كروكر بأنه «مذكرات في قالب خيالي».
كانت كروكر على علاقات كثيرة مع رجال آسيويين أقوياء خلال زواجها من غيللينغ، الأمر الذي ذُكر في مذكراتها. انخرطت كروكر في علاقة غرامية لمدة ثلاث سنوات مع العبقري الأدبي وكاتب العمود إدغار سالتوس، الذي كان شخصيةً معروفةً على المستوى العالمي بسبب علاقته بحركة الانحلال. كتب سالتوس كتبًا حول أونوريه دي بلزاك وأرتور شوبنهاور، فضلًا عن تأليفه لروايتين تاريخيتين عن فجور الأباطرة الرومان والقياصرة الروس. علاوةً على ذلك، كتب سالتوس مجلدًا عن تاريخ الإلحاد، ثم أصبح بعدها ثيوصوفيًا.

## حياتها في نيويورك
التقت كروكر بزوجها الثالث مؤلف الأغاني جاكسون غورو في مستعمرة بوذية من تنظيمها (قيل بأنها كانت الأولى من نوعها في مانهاتن). ألف غورو أغانٍ من موسيقى الراجتايم، مثل «كيب يور آي أون يور فريند، مستر جونسون» و«شيز إيه ‘سبيكتابل ماريد كولورد لايدي» و«إي ‘زي وركن’ - إي’ زي هاسلن’» و«هيز ماي سوفت شيل كراب أون توست» و«ماي جيتني كوين». اشتهر غورو في المدينة بغنائه لأغنيته الناجحة الهزلية «والدورف-هايفن-أستوريا». اعتُبر الزواج من رجل يعمل في مجال الاستعراض أمرًا مثيرًا للجدل في تلك الفترة ولاسيما بالنسبة لعائلتها وأقرانها، إذ لم يُنظر إلى جاكسون على أنه أفضل من «الطبقة الخادمة العليا» في أحسن الأحوال، لذا اعتُبر دون مستوى مجتمع نيويورك الراقي. كان والده جورج إدوارد غورو شخصيةً معروفةً على النطاق الدولي، إذ عمل وكيلًا لتوماس أديسون في أوروبا، وساعد في تأسيس شركة إيديسون للاتصالات في لندن، بالإضافة إلى تأسيسه للعديد من الشركات الأوروبية التي استخدمت تقنية أديسون. 